# Eleições parlamentares europeias de 2004 (Suécia)
As eleições parlamentares europeias de 2004 na  Suécia realizaram-se em 13 de junho, para escolher os 19 deputados suecos do Parlamento Europeu.

## Resultados Nacionais
| Partido                 | Partido                  | Votos     | %               |       | Deputados |         |
| ----------------------- | ------------------------ | --------- | --------------- | ----- | --------- | ------- |
|                         | Partido Social-Democrata | 616 963   | 24,56 / 100,00  | 1,43  | 5 / 19    | 1       |
|                         | Partido Moderado         | 458 398   | 18,25 / 100,00  | 2,50  | 4 / 19    | 1       |
|                         | Lista de Junho           | 363 472   | 14,47 / 100,00  | Novo  | 3 / 19    | Novo    |
|                         | Partido da Esquerda      | 321 344   | 12,79 / 100,00  | 3,03  | 2 / 19    | 1       |
|                         | Partido Popular Liberal  | 247 750   | 9,86 / 100,00   | 3,99  | 2 / 19    | 1       |
|                         | Partido do Centro        | 157 258   | 6,26 / 100,00   | 0,27  | 1 / 19    | Estável |
|                         | Partido Verde            | 149 603   | 5,96 / 100,00   | 3,53  | 1 / 19    | 1       |
|                         | Os Democratas Cristãos   | 142 704   | 5,68 / 100,00   | 1,96  | 1 / 19    | 1       |
|                         | Democratas Suecos        | 28 303    | 1,13 / 100,00   | 0,79  | 0 / 19    | Estável |
|                         | Outros                   | 26 274    | 1,05 / 100,00   |       | 0 / 19    |         |
| Votos inválidos         | Votos inválidos          | 72 395    | 2,80 / 100,00   | 0,52  |           |         |
| Total                   | Total                    | 2 584 464 | 100,00 / 100,00 |       | 19 / 19   | 3       |
| Eleitorado/Participação | Eleitorado/Participação  | 6 827 870 | 37,85 / 100,00  | 0,99  |           |         |
| Fonte                   | Fonte                    | [ 1 ]     | [ 1 ]           | [ 1 ] | [ 1 ]     | [ 1 ]   |